# Богдановский сельский совет (Новосанжарский район)
Богдановский сельский совет (укр. Богданівська сільська рада) — входит в состав
Новосанжарского района
Полтавской области
Украины.
Административный центр сельского совета находится в 
с. Богдановка.

## Населённые пункты совета
- с. Богдановка
- с. Варваровка